# Condado de Fontao

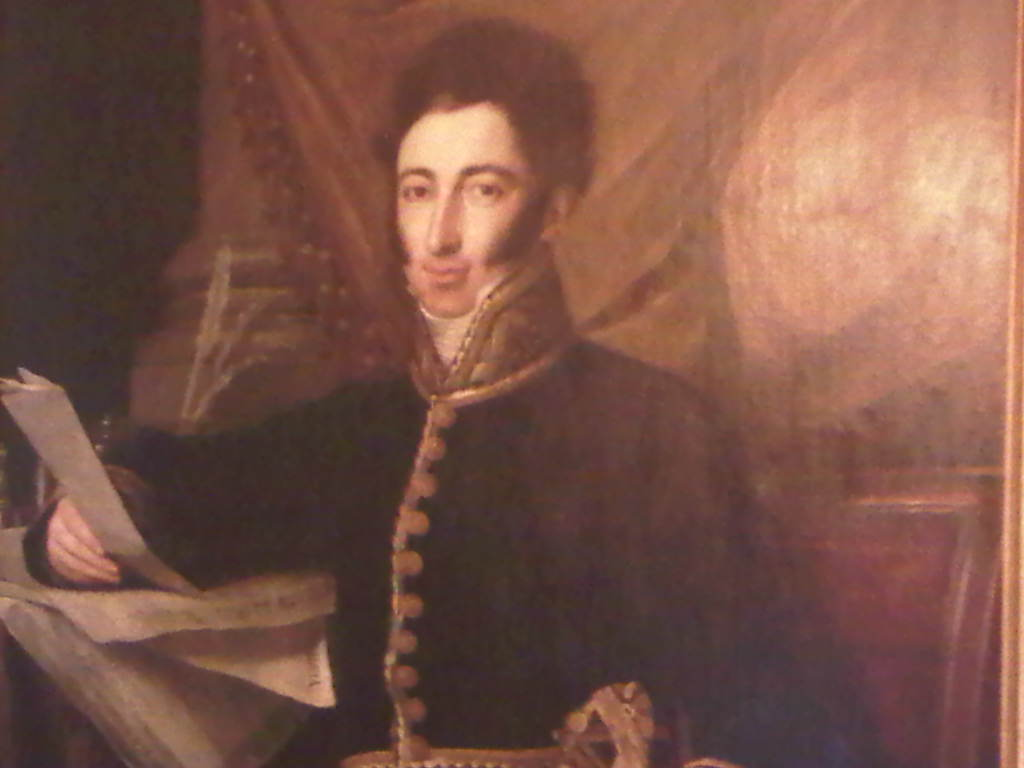
El I conde de Fontao. Retrato de José de Madrazo

El condado de Fontao es un título nobiliario español otorgado por la Reina Isabel II el 8 de enero de 1840. Su nombre se refiere al antiguo señorío jurisdiccional de Fontao, situado en la parroquia de Santa Cecilia (Santa Cilla), en el municipio de Foz en la provincia de Lugo.
Su primer titular fue José María Moscoso de Altamira Quiroga, ministro de la Gobernación, y presidente del Senado.

## Condes de Fontao
|                                  | Titular                                | Periodo                          |
| Creación por Isabel II de España | Creación por Isabel II de España       | Creación por Isabel II de España |
| -------------------------------- | -------------------------------------- | -------------------------------- |
| I                                | Jose María Moscoso de Altamira Quiroga | 1840-1854                        |
| II                               | Sofía Moscoso de Altamira Taboada      | 1854-1869                        |
| III                              | Alfredo Moreno Moscoso de Altamira     | 1869-1921                        |
| IV                               | José Moreno Osorio                     | 1921-1963                        |
| V                                | Alfredo Moreno Uribe                   | 1963-1981                        |
| VI                               | María Moreno Uribe                     | 1981-1983                        |
| VII                              | Pilar Moreno Uribe                     | 1983-1993                        |
| VIII                             | José Manuel Romero Moreno              | 1993-actual titular              |

## Historia de los condes de Fontao
1. José María Moscoso de Altamira Quiroga, I conde de Fontao, presidente de las Cortes, dos veces ministro de la Gobernación (también cuando se denominó Ministerio de Fomento General del Reino), presidente del Senado, caballero de la Orden de Carlos III, caballero de la Real Maestranza de Ronda, Gentilhombre de cámara con ejercicio del rey Fernando VII, casado con María Antonia Taboada y Bueno, hija del Brigadier José María Taboada Moscoso Núñez de Churruchao, IX Señor de Santa Marta de Babío, así como Señor de Cristimil, Feso, Carballude, Ois Grande y Pequeño, Palmón, Sello y Camposancos, y de Josefa Bueno y Gayoso. Le sucedió su hija:
2. Sofía Moscoso de Altamira Taboada, II condesa de Fontao, dama de la Orden de las Damas Nobles de la Reina María Luisa, casada con el coronel sevillano, D. José Moreno Sopranís Daoiz, Gentilhombre de cámara con ejercicio de la Reina Isabel II, hijo de José Moreno Daoíz, Teniente de las Reales Guardias Españolas, Caballero la Orden de Santiago y de Dª. Manuela María Sopranis Saville. Nieto igualmente de José Moreno Guerrero del Consejo de Castilla y sobrino del Ministro Tomás Moreno Daoíz. Le sucedió su hijo:
3.  Alfredo Moreno Moscoso de Altamira, III conde de Fontao, Diputado a Cortes, Gentilhombre de cámara con ejercicio del Rey Alfonso XII, nacido en 1845 y fallecido en 1921, casado con Dolores Osorio Chacón, hija de José Osorio Mallén, Almirante de la Armada y de Dolores Chacón Michelena, hermana de Carlos de Chacón y Michelena, primer gobernador de la Guinea Española. Le sucedió su hijo:
4.  José Moreno Osorio, IV conde de Fontao, Ingeniero de Caminos, Canales y Puertos, director y luego presidente de la Compañía de los Caminos de Hierro del Norte de España, vicepresidente y presidente honorario de RENFE, Gentilhombre de cámara con ejercicio del Rey Alfonso XIII, nacido en 1868 y fallecido en 1963, casado con María Uribe Garrido, hija de Agustín Uribe y López-Marín y de Juana Garrido Rus. Le sucedió su hijo:
5.  Alfredo Moreno Uribe, V conde de Fontao, también VIII marqués de San Saturnino, Ingeniero de Caminos, Canales y Puertos, también como su padre , vicepresidente de RENFE, nacido en 1902 y fallecido en 1981, casado con Ana Rosa Gómez-Rodulfo Barrio, hija de Ángel Gómez-Rodulfo Ibarbia, diputado a Cortes, y de Ana María Barrio Salamanca. Le sucedió su hermana:
6. María Moreno Uribe, VI condesa de Fontao, asimismo IX marquesa de San Saturnino, nacida en 1899 y fallecida en 1991. Soltera. Le sucedió su hermana por cesión del título:
7. Pilar Moreno Uribe, VII condesa de Fontao, nacida en 1911 y fallecida en 1993, casada con el académico y musicólogo Carlos Romero de Lecea, agente de Cambio y Bolsa, académico de número de la Real Academia de Bellas Artes de San Fernando, miembro de la Academia de bellas Artes del Instituto de Francia, Camarero de Honor de Capa y Espada de Su Santidad el Papa Juan XXIII, hijo de Manuel Romero Yagüe y de Manuela de Lecea y Ceballos-Escalera. Le sucedió su hijo:
8. José Manuel Romero Moreno, VIII conde de Fontao, abogado, presidente de la Fundación CEAR, vicepresidente de FRIDE, miembro institucional del Club de Madrid, consejero de Patrimonio Nacional, Caballero de la Real Maestranza de Ronda, que además ostenta el título de X marqués de San Saturnino por sucesión de su tía, nacido en 1940, casado (divorciado en 2017) con Ana María Duplá del Moral, hija de Tomás Duplá Abadal ingeniero industrial (nieto del farmacéutico y alcalde de Lérida Antoni Abadal i Grau) y de Ana María del Moral Aguado, nieta a su vez del político Antonio del Moral López. De este matrimonio nacieron:
- Carlos Romero Duplá, nacido en 1972, casado con Marta Lladó Arburúa, hija del exministro José Lladó.

- José Romero Duplá, nacido en 1977, casado con Patricia del Pozo Salinas.